# Annona globiflora
Annona globiflora là loài thực vật có hoa thuộc họ Na. Loài này được Schltdl. mô tả khoa học đầu tiên năm 1836.